# Ferien auf Saltkrokan (Roman)
Ferien auf Saltkrokan (schwedischer Originaltitel: Vi på Saltkråkan, wörtlich: Wir auf Saltkrokan) ist ein 1964 erschienener Roman der Kinderbuchautorin Astrid Lindgren. Er basiert auf dem Drehbuch der Serie Ferien auf der Kräheninsel sowie dem Spielfilm Der verwunschene Prinz. Die Geschichte wird in dem Buch Jule und die Seeräuber weitererzählt.

## Handlung
Hauptfiguren sind der etwas unpraktisch veranlagte verwitwete Stockholmer Schriftsteller Melcher Melcherson (im Original: Melker Melkersson), seine 19-jährige Tochter Malin und seine drei Söhne: der dreizehnjährige Johann (Original: Johan), der zwölfjährige Niklas und der siebenjährige Pelle (eigentlich Per). Die hübsche und intelligente Malin ist seit dem Tod ihrer Mutter eine Ersatzmutter für ihre Brüder und erwachsene Ansprechperson für ihren Vater, der vom Alltagsleben oft überfordert ist. Der zerstreute Johann schlägt seinem Vater nach, Niklas ist ruhig und ausgeglichen, Pelles auffälligstes Merkmal ist seine grenzenlose Tierliebe, die sich sogar auf Insekten erstreckt.

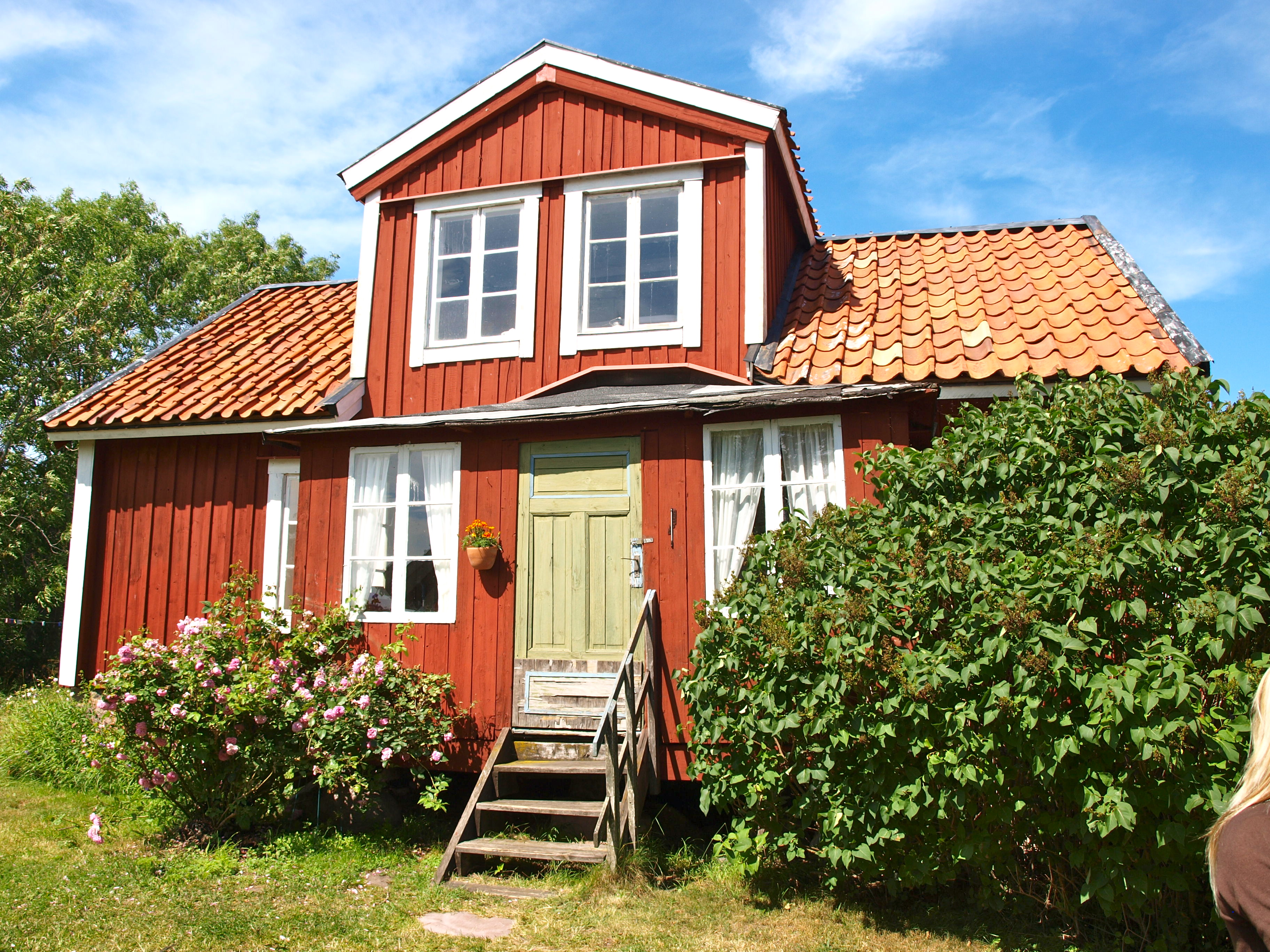
Das Schreinerhaus aus der Serie auf Norröra

Die Familie mietet für den Sommerurlaub ein Haus auf der fiktiven Insel Saltkrokan, die im Schärengebiet vor Stockholm liegt. Melcher hat das „Schreinerhaus“ gemietet, ohne es sich vorher anzusehen, und es entpuppt sich als etwas heruntergekommen mit undichtem Dach und Fröschen im Brunnen davor. Trotzdem fühlt die Familie sich bald wie zu Hause.
Schnell machen die Melchersons Bekanntschaft mit den übrigen Inselbewohnern, besonders der Nachbarfamilie Grankvist, bestehend aus Märta und Nisse und ihren drei Töchtern, der dreizehnjährigen Teddy (eigentlich Theodora), der zwölfjährigen Freddy (eigentlich Frederika) und der sechsjährigen Tjorven (eigentlich Karin Maria Eleonora Josefina, die aber „mehr wie Tjorven aussieht“, wie ihre Mutter meint) sowie deren riesigem Bernhardiner Bootsmann. Andere Figuren sind der alte Söderman und seine kleine Enkelin Stina, eine unermüdliche Märchenerzählerin, die Bauern Jansson und Vesterman – letzterer als Störenfried verschrien – und der Lehrer Björn, der sich unglücklich in Malin verliebt.
Eine immer wiederkehrende Äußerung Melchers ist die Bemerkung „dieser Tag ein Leben“. Es handelt sich um ein Zitat des Schriftstellers Thomas Thorild (18. Jh.), „Denna dagen ett liv“, auf das Astrid Lindgren 1925 bei einem Besuch bei Ellen Key stieß.
Heimliche Sorge der männlichen Melchersons ist, dass Malin heiratet und die Familie verlässt. Johann und Niklas vergraulen daher jeden jungen Mann, der sich in Malins Nähe wagt, vor allem den eingebildeten Krister. Tjorven und Stina sind jedoch der Meinung, Malin solle einen Prinzen heiraten, und planen, ihr einen solchen zu verschaffen. Zu diesem Zweck küssen sie einen Frosch, und prompt erscheint ein gutaussehender junger Mann – der Naturforscher Petter Malm – auf der Bildfläche. Malin verliebt sich tatsächlich in Petter und verlobt sich mit ihm.
Nach dem idyllischen ersten Sommer auf Saltkrokan kommt es während der zweiten Ferien zu tragischen Ereignissen. Pelles geliebtes Kaninchen Jocke wird totgebissen, weil Pelle vergessen hat, seine Stalltür richtig zu schließen. Der Hund Bootsmann wird verdächtigt, sowohl Schafe gerissen als auch Jocke totgebissen zu haben und soll erschossen werden. Nisse bringt es jedoch nicht fertig, Bootsmann zu erschießen, und in letzter Minute stellt sich heraus, dass sowohl das Kaninchen als auch die Schafe Opfer eines Fuchses wurden.
Die Melchersons haben vor, jeden künftigen Sommer auf der Insel zu verbringen. Alles gerät ins Wanken, als die alte Besitzerin des Hauses, Frau Sjöblom, das Schreinerhaus verkaufen will. Potenzieller Käufer ist der reiche Bankdirektor Karlberg, der das Haus zusammen mit seiner hochnäsigen Tochter Lotta besichtigen kommt und es abreißen lassen will. Melcher kann sich eigentlich keinen Hauskauf leisten, erhält jedoch unerwartet ein Stipendium. Als er das Schreinerhaus von Frau Sjöblom kaufen will, scheint ihm Karlberg, der vor Melcher bei Frau Sjöblom ist, zuvorgekommen zu sein, doch Frau Sjöblom teilt mit, sie habe das Haus bereits an einen Dritten verkauft. Der unbekannte Dritte entpuppt sich als Pelle, der das Schreinerhaus mit einer Krone als Anzahlung gekauft hat. Die Melchersons dürfen in ihrer Wohnung „zuäußerst im Meer“ bleiben.

## Strukturen
Der Roman verbindet zwei Erzählperspektiven miteinander. Das Gros der Geschichte ist aus einer allwissenden Perspektive erzählt, die nicht nur die äußere Handlung beschreibt, sondern immer wieder auch das innere Erleben der Protagonisten thematisiert (z. B. Melchers wiederkehrende Selbstzweifel oder seine Sorgen und Ängste, als seine Kinder Johann und Niklas mit Teddy und Freddy im Nebel verschollen sind). An mehreren Stellen wechselt der Roman von einer auktorialen in eine personale Perspektive und erzählt die Geschichte in Form eines Auszugs aus dem Tagebuch von Malin, die dann als Ich-Erzählerin fungiert, wodurch die emotionale Wirkung besonders markanter Szenen (z. B. die Ankunft auf Saltkrokan) verstärkt wird.
Überhaupt spielen die Gefühle der Protagonisten eine wesentliche Rolle im Roman. Dabei werden neben Liebe und Freude auch negative Emotionen wie Wut und Zweifel (vor allem bei Melcher) oder Schuld und Trauer thematisiert (insbesondere beim Tod von Pelles Kaninchen), die jeder für sich bewältigen muss, etwa als Malin zum trauernden Pelle sagt „So ist es im Leben, siehst du. Manchmal ist es schwer. Sogar kleine Kinder, sogar ein kleiner Junge wie du muss so etwas durchmachen, was wehtut, und da muss man ganz allein hindurch“. Der Roman nimmt in dieser Hinsicht alle Figuren, Erwachsene wie Kinder, gleichermaßen ernst, wie überhaupt die Gleichwürdigkeit ein wesentliches Element in den verschiedenen Beziehungen im Roman ist. Beispielhaft dafür ist die Beziehung zwischen Melcher und der sechsjährigen Tjorven, die beschrieben wird als „Freundschaft zwischen zwei Ebenbürtigen, die vollkommen aufrichtig miteinander sind und das gleiche Recht haben zu sagen, was sie denken“.
Ein wesentliches Motiv des Romans daneben auch immer wieder die Natur und das Naturerleben der verschiedenen Protagonisten im Stockholmer Schärengarten mit Gewässern, „denen nichts sonst auf dieser Erde gleicht“, so wie auch verschiedene Tiere (insbesondere der Hund Bootsmann, das Kaninchen Jocke und der Seehund Moses).

## Weibliche Rollenbilder im Roman „Ferien auf Saltkrokan“
Astrid Lindgren ist mit ihren Werken wie Pippi Langstrumpf oder Ronja Räubertochter dafür bekannt, der zu der Zeit herrschenden Vorstellung eines weiblichen Rollenbildes zu trotzen. Für die Frauenbewegung und den Feminismus sind die genannten Werke und ihre Charaktere auch heute noch ein literarisches Vorbild. Mädchen und Frauen agieren häufig auf untypische Weise und tragen Züge von traditionell eher männlichen Verhaltensweisen und Attributen, die Jungen zugeschrieben werden. Einige Figuren im Werk „Ferien auf Saltkrokan“ durchbrechen ebenfalls in einem kleineren Ausmaß das zu der Zeit herrschende stereotypische Frauenbild. So bewegt sich die kleine Tjorven nur in Begleitung ihres Hundes Bootsmann über die Insel und scheut sich nicht, Melcher Melcherson Ratschläge zu geben. Auch wird ihre starke Persönlichkeit von ihrer Familie und den Bewohnern der Insel einfach angenommen, ohne Bemühungen, Tjorven für das damals herrschende Rollenbild zu ändern und sie gesellschaftlich anzupassen.
Auch ihre Schwestern Teddy und Freddy entsprechen in ihrem Verhalten sowie ihren Fähigkeiten und Interessen keinem traditionellen Mädchenbild. Auf Saltkrokan geboren, sind sie auf dem Wasser zu Hause und wissen alles über Schiffe, Gewässer, Wetter und Winde. „Mit Leib und Seele Schärenkinder,“ kennen sie sich besser „in der ganzen verworrenen Welt der von Holmen und Schäreninseln und Buchten und Sunden zurecht“ als in der Küche ihrer Mutter.
Im Kontrast steht dazu die Figur der Malin, die sich mit dem Tod der Mutter aufopfernd um die gesamte Familie kümmern muss, obwohl sie zu dem Zeitpunkt selbst noch ein Kind war und besonders in der ersten Zeit sehr unglücklich darüber war.  Malin lebt für ihre Familie, und die Momente, in denen sie es nicht tut, sind dem Ziel gewidmet, einen Mann zu finden, zu heiraten und eine eigene Familie zu gründen, um glücklich zu werden.  Mit diesem Lebensziel porträtiert Malin stereotypisch das damalige Frauenbild und weicht damit von den sonst so beliebten von Lindgren erschaffenen Charakteren ab. Dabei trägt sie nicht nur die Verantwortung für ihre Brüder, sondern auch für ihren Vater, der sich durch seine unbeschwerte Art oft in Schwierigkeiten bringt. Dies wird deutlich in einer Szene, in welcher Melcher ohne weitere Hilfe eine Fensterscheibe einsetzen möchte, mit der Aussage „Frauen und Kindern kann man sowas nicht anvertrauen“. Malin plant bereits im Hintergrund, dass sie im Dorf nach Hilfe fragen werden muss, da Melcher beim Einsetzen des Fensters „drei andere kaputt macht“. Auch hält sie Nisse Grankvist dazu an, dass er Melcher keine Werkzeuge verkaufen darf, weil er sonst direkt seine „Regale voll Verbandstoff für erste Hilfe und schmerzstillender Mittel“ haben sollte, damit Melcher seine Verletzungen behandeln kann.

## Hintergrund
Der Roman wurde von Astrid Lindgren anhand ihrer Drehbücher zu der Fernsehserie Ferien auf der Kräheninsel und dem Spielfilm Der verwunschene Prinz geschrieben. Während diese in Schweden vor Veröffentlichung des Romans ausgestrahlt wurden, erschien in Deutschland zunächst der Roman. Erst danach wurden Fernsehserie und Spielfilm gezeigt. Obwohl der Roman auf der Fernsehserie und dem Spielfilm basiert, wurde in viele Sprachen, wie zum Beispiel Englisch, nur der Roman übersetzt. Aus dem Schwedischen übersetzte Thyra Dohrenburg die Geschichte ins Deutsche.
Ferien auf Saltkrokan ist der umfangreichste Roman, den Astrid Lindgren geschrieben hat. Die Geschichte spielt auf der fiktiven Urlaubsinsel Saltkrokan. Allerdings werden in dem Buch einige echte Orte erwähnt, darunter Söderöra, Furusund und Rödlöga. So ist davon auszugehen, dass Saltkrokan im nördlichen Stockholmer Schärengarten angesiedelt ist. Astrid Lindgren und ihre Familie verbrachten ihre Sommer oft auf der Insel Furusund im Stockholmer Schärengarten. Viele von Astrid Lindgrens Büchern wurden dort geschrieben. Gedreht wurden die Serie und die Filme u. a. auf der Insel Norröra, wo noch heute das mittlerweile berühmte Schreinerhaus steht.
Saltkråkan (der schwedische Name für Saltkrokan) ist nach einem Segelboot der Familie Lindgren benannt. Dieses stand auf der Insel Furusund. Astrid Lindgren kaufte dieses Boot von Hans Rabén.
Auf die Geschichte in dem Roman folgen die Spielfilme Das Trollkind (1965) und Die Seeräuber (1966), die in Buchform auch als Jule und die Seeräuber herausgebracht wurden. Als letztes wurde der Spielfilm Glückliche Heimkehr (1967) veröffentlicht. Dieser wurde jedoch nicht zu einem Buch umgeschrieben.

## Serie und Film
Das Buch basiert auf dem Drehbuch der Fernsehserie Ferien auf der Kräheninsel, sowie des Spielfilms Der verwunschene Prinz.

## Fernsehtheaterstück
Für das schwedische Fernsehen wurde 1995 das Theaterstück Saltkråkan, auch Tjorven på Saltkråkan, am Göta Lejon Theater in Stockholm aufgezeichnet und als 78-minütiger Fernsehfilm ausgestrahlt. Die Regie führte Pernilla Skifs.

### Besetzung
| Rolle             | Schauspieler        |
| ----------------- | ------------------- |
| Tjorven Grankvist | Fanny Wallmo        |
| Pelle Melkersson  | Marcus Janson       |
| Stina             | Kristina Jämtmark   |
| Onkel Melker      | Torsten Lilliecrona |
| Malin Melkersson  | Mi Ridell           |
| Peter Malm        | Pontus Helander     |
| Märta Grankvist   | Ewa Roos            |
| Nisse Grankvist   | Terje Thoresen      |
| Vesterman         | Hasse Burman        |
| Johan Melkersson  | Patrik Nybladh      |
| Niklas Melkersson | Fredrik Nybladh     |
| Lotta             | Linnea Roxeheim     |
| Båtsman           | Cujo                |

## Rezeption
Für die Schriftstellerin Lena Gorelik ist Ferien auf Saltkrokan das Buch ihres Lebens. Sie meint, dass beim Lesen geweint und gelacht werden könne.

## Trivia
Durch den Roman und die Filme tauchte der zuvor nicht gebräuchliche Name Tjorven auch für reale Personen auf, jedoch vornehmlich in Deutschland, nicht in Schweden.

## Ausgaben
Romane
- Vi på Saltkråkan (1964). Verlag Rabén & Sjögren  (Schwedische Originalausgabe)
- Ferien auf Saltkrokan (1964). Verlag Friedrich Oetinger Hamburg. Deutsche Übersetzung von Thyra Dohrenburg.

Bilderbücher (enthalten Auszüge aus dem Roman Ferien auf Saltkrokan)
- Ferien auf Saltkrokan: Ein Kaninchen für Pelle (schwedisch: Saltkråkan: Ett litet djur åt Pelle, 2019, deutsch 2020).  Friedrich Oetinger Verlag. Illustriert von  Maria Nilsson Thore
- Ferien auf Saltkrokan: Als Tjorven einen Seehund bekam (schwedisch: Far ända in i baljan, 2019, deutsch 2021).  Friedrich Oetinger Verlag. Illustriert von  Maria Nilsson Thore
- Ferien auf Saltkrokan. Pelle findet einen Wunschstein (schwedisch: Pelle hittar en önskesten, 2021, deutsch 2022), Illustriert von Maria Nilsson Thore
- Ferien auf Saltkrokan. Pelle feiert Weihnachten (schwedisch: Saltkråkan: Jul i Snickargården, 2022), Illustriert von Maria Nilsson Thore

Spiel- und Bastelbücher
- Pyssla och måla (2019). Verlag Rabén & Sjögren. Illustriert von  Maria Nilsson Thore (Schwedische Originalausgabe), ISBN 978-91-29-72613-8, Puzzle- und Malbuch
- Saltkråkan memo (2019). Verlag Rabén & Sjögren. Illustriert von  Maria Nilsson Thore (Schwedische Originalausgabe), ISBN 978-91-29-72162-1, Memoryspiel
- Saltkråkan pysselväska (2019). Verlag Rabén & Sjögren. Illustriert von  Maria Nilsson Thore  (Schwedische Originalausgabe), ISBN 978-91-29-71744-0, Spiel-, Bastel- und Aktivitätsbuch

Hörbücher
- Ferien auf Saltkrokan (1973), 1 Kassette, Folge 1.  Astrid Lindgren und Kurt Vethake. Verlag Universal Family/Oetinger.
- Ferien auf Saltkrokan (1973), 1 Kassette, Folge 2.  Astrid Lindgren und Kurt Vethake. Verlag Universal Family/Oetinger.
- Ferien auf Saltkrokan Teil 1 (2019), 4 Audio CDs, Folge 1.  Astrid Lindgren (Autor), Katrin Engelking (Illustrator), Frank Gustavus (Regisseur), Muriel Bielenberg (Sprecher), Hans Löw (Sprecher). Oetinger Media GmbH
- Ferien auf Saltkrokan Teil 2 (2019), 4 Audio CDs, Folge 2.  Astrid Lindgren (Autor), Katrin Engelking (Illustrator), Frank Gustavus (Regisseur), Muriel Bielenberg (Sprecher), Hans Löw (Sprecher). Oetinger Media GmbH

Weitere Geschichten mit Tjorven & Co.
- Tjorven & Co på Barnens Dag 1964 , 1964 (30-seitige Broschüre zum Kindertag 1964), Illustriert von Ilon Wikland, geschrieben von Astrid Lindgren (in der Broschüre erzählt Tjorven von ihren Erlebnissen mit Bootsmann und ihren Freunden. teilweise bezieht sie sich dabei auch auf Ereignisse aus dem Roman)
- Jule und die Seeräuber (Skrållan och Sjörövarna, 1967, deutsch 1968, Fotobuch, in dem die Handlungen aus den Filmen Das Trollkind und Die Seeräuber beschrieben werden)